# Walter Baade
Pour les articles homonymes, voir Baade.
Wilhelm Heinrich Walter Baade, né le 24 mars 1893 à Schröttinghausen (Westphalie) et mort le 25 juin 1960 à Göttingen, est un astronome américain d'origine allemande connu pour ses travaux sur les distances entre galaxies. Ses résultats ont conduit a une nouvelle estimation de la taille de l'Univers.

## Biographie
Walter Baade, fils d'instituteur, passe son baccalauréat en 1912 au lycée Frédéric d'Herford (de). Il émigre aux États-Unis en 1931.
Avec Fritz Zwicky, Walter Baade suggère que les supernovae forment une nouvelle classe d'objets astronomiques,, ils ont également l'idée novatrice qu'elles puissent être à l'origine de la création d'étoiles à neutrons.
Walter Baade a profité, durant la guerre, du blackout qui réduisait la pollution lumineuse à l'observatoire du Mont Wilson pour observer le centre de la galaxie d'Andromède et le résoudre en étoiles. Ces observations l'ont conduit à définir deux populations stellaires.
Il a aussi découvert l'existence de deux types de céphéides. Cette découverte l'amena à recalculer la taille de l'Univers observable, doublant la précédente évaluation (faite par Hubble en 1929). Il a aussi identifié la nébuleuse du Crabe comme étant le rémanent de la supernova de 1054 dont il a identifié les contreparties optiques et radios.
Il a également découvert 10 astéroïdes, parmi lesquels (944) Hidalgo et (1566) Icare, un astéroïde à l'orbite très excentrique mettant en évidence le phénomène de précession du périastre prédit par la relativité générale
| (930) Westphalia | 10 mars 1920    |
| (934) Thüringia  | 15 août 1920    |
| (944) Hidalgo    | 31 octobre 1920 |
| (966) Muschi     | 9 novembre 1921 |
| (967) Helionape  | 9 novembre 1921 |
| (1036) Ganymède  | 23 octobre 1924 |
| (1103) Sequoia   | 9 novembre 1928 |
| (1566) Icare     | 27 juin 1949    |
| (5656) Oldfield  | 8 octobre 1920  |
| (7448) Pöllath   | 14 janvier 1948 |

## Distinctions et récompenses
Récompenses
- Médaille d'or de la Royal Astronomical Society (1954)
- Médaille Bruce (1955)
- Henry Norris Russell Lectureship de la American Astronomical Society (1958)

Éponymes
- L'astéroïde (1501) Baade
- Le cratère Baade sur la Lune
- Le Vallis Baade, un vallis (vallée) sur la Lune
- Un des deux télescopes Magellan